# Isembert Ier
Pour les articles homonymes, voir Isembert.
Pour les autres membres de la famille, voir Famille des Isembert.
Isembert Ier est un évêque de Poitiers, ayant occupé le siège épiscopal entre 1023 ou 1024 et 1047.

## Biographie
Issu d'une famille feudataire du Poitou, la famille des Isembert, il est le fils d'Isembert et de Teotberge. Son oncle est l'évêque de Poitiers Gilbert (ou Giselbert). En 986, il apparaît avec son père, son oncle et son frère, Manassé, auprès du comte Guillaume IV, dit Fièrbrace.
Il est élu évêque entre 1023 et 1024. En 1025, Isembert dédicace la Cathédrale Saint-Pierre reconstruite après l'incendie de 1018. En 1031, il est présent au Concile de Limoges, sur la Paix de Dieu (Pax Dei). En 1032, il organise un synode diocésain sur cette question et met un terme au conflit opposant Guillaume VI et Geoffroi Martel, fils de Foulques Nerra, en 1036.
C'est sous son épiscopat que les châteaux de Chauvigny et d'Angles entrent dans le patrimoine de l'évêché de Poitiers.
Son neveu Isembert II lui succède en 1047 sur le siège épiscopal de Poitiers.